# فرشاس
فرشاس (به صربی: Вршац) شهری در استان خودمختار وویوودینا کشور صربستان است که جمعیت آن در سال ۲۰۰۶ میلادی ۳۵٫۱۹۰ نفر بوده‌است.

## جستارهای وابسته

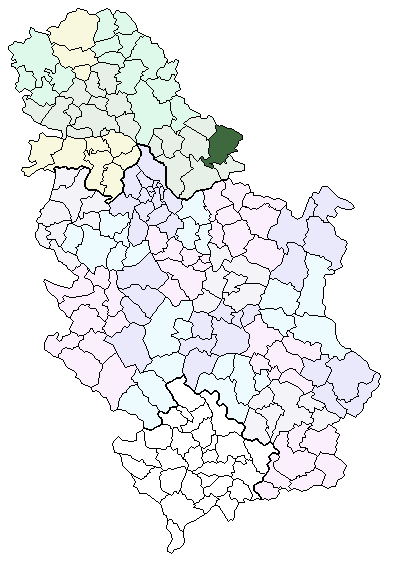